# THE HANGOUT
『THE HANGOUT』（ザ ハングアウト）は、2014年10月1日から2016年9月29日（翌9月30日未明）までJ-WAVEで放送されたラジオ番組。

## 放送時間
- 2014年10月 - 番組終了:月曜 - 木曜 23:30 - 翌1:00（90分）

## ナビゲーター
- 月曜日 宇野常寛
  - 宇野の回のみ番組終了後ニコニコ生放送で「延長戦」が放送される。また、かつて『宇野常寛のオールナイトニッポン0 (ZERO)』（ニッポン放送）で行われたようなこともエッセンスとして汲んでいる。
- 火曜日 川田十夢
- 水曜日 大宮エリー
  - 大宮エリーの時は『スナックエリー』のように酒瓶を空けながら放送される
- 木曜日 蔦谷好位置

### ピンチヒッター･ナビゲーター
- 増田セバスチャン (2015年1月29日) - 蔦谷好位置が海外レコーディングのため
- 辛酸なめ子 (2015年4月15日) - 大宮エリーが海外出張のため

## コーナー・内包番組
- SHERE THE MISSION
  - 0:20 - 0:30
  - 曜日担当ナビゲーターが毎週異なるテーマを語る｡
- WORKER'S DELIGHT
  - 0:40 - 0:50
  - J-WAVEの大学生・専門学校生コミュニティ・サークル「J-WAVE WACODES」が注目企業を取材。社長や社員の方々のインタビューを通してその企業の魅力を紹介する｡

### 過去のコーナー
- NIPPON SEKIJUJISHA "GAKUKEN" The Reason Why
  - 南沢奈央による献血広報番組（内包番組）

## 番組が放送されている放送局
- J-WAVE
- YouTube ライブ
  - 前時間帯の番組『HELLO WORLD』同様、内包番組の時間帯を除き、楽曲放送中やCMの間もスタジオ内の様子をそのまま放送している（配信スタッフも、HELLO WORLDで映像配信しているスタッフが引き続き担当）。
- コミュニティFM局
  - 一部のコミュニティFM局では時間が短縮されて放送されている場合があるので各放送局の番組表を参照。

| - ラジオふらの (北海道富良野市) - Be FM (青森県八戸市) - FMアップルウェーブ (青森県弘前市) - ラヂオもりおか (岩手県盛岡市) - FMあすも (岩手県一関市) - FMねまらいん (岩手県大船渡市) - 横手かまくらＦＭ (秋田県横手市) - ラジオモンスター (山形県山形市) - ハーバーRADIO (山形県酒田市) - FMいずみ (宮城県仙台市泉区) - BAY WAVE (宮城県塩竈市) - ラジオ石巻 (宮城県石巻市) - H@!FM (宮城県登米市) - KOCOラジ (福島県郡山市) | - M wave (群馬県前橋市) - FMながおか (新潟県長岡市) - ラヂオは～と (新潟県三条市・燕市) - FMぜんこうじ (長野県長野市) - iステーション (長野県飯田市) - エフエムまつもと (長野県松本市) - City FM (富山県富山市) - ラジオ・ミュー (富山県黒部市) - エフエムいみず (富山県射水市) - FM-Hi! (静岡県静岡市葵区・駿河区) - FM Haro! (静岡県浜松市中央区) - COAST-FM (静岡県沼津市) - Radio-f (静岡県富士市) - YES-fm (大阪府大阪市中央区) | - FM GENKI (兵庫県姫路市) - FMくらしき (岡山県倉敷市) - FMちゅーピー (広島県広島市中区) - レディオBINGO (広島県福山市・府中市) - NANAKO (山口県萩市) - RADIO BIRD (鳥取県鳥取市) - ドリームスエフエム (福岡県久留米市) - シティエフエム都城 (宮崎県都城市) - フレンズFM762 (鹿児島県鹿児島市) - エフエムみやこ (沖縄県宮古島市) |